# Вілланова-д'Альбенга
Вілланова-д'Альбенга, Вілланова-д'Альбенґа (італ. Villanova d'Albenga) — муніципалітет в Італії, у регіоні Лігурія, провінція Савона.
Вілланова-д'Альбенга розташована на відстані близько 430 км на північний захід від Рима, 75 км на південний захід від Генуї, 40 км на південний захід від Савони.
Населення — 2679 осіб (2014).
Щорічний фестиваль відбувається 26 грудня. Покровитель — святий Степан.

## Демографія
Населення за роками:

Станом на 1 січня 2023 року в муніципалітеті офіційно проживали 192 іноземці з 28 країн, серед них 43 громадяни країн Євросоюзу та 11 громадян України.

## Сусідні муніципалітети
- Алассіо
- Альбенга
- Гарленда
- Ортоверо